# Cabal – Die Brut der Nacht
Cabal – Die Brut der Nacht ist die zweite Regiearbeit von Clive Barker. Der US-amerikanische Horrorfilm basiert auf seinem Roman Cabal.

## Handlung
Aaron Boone wird von Alpträumen geplagt, in denen er die Morde eines aktuell agierenden Serienmörders sieht, als wäre er bei der Tat anwesend. Während der Behandlung durch den Psychiater Dr. Philip K. Decker wird er immer überzeugter davon, ohne sein bewusstes Wissen selbst dieser Serienmörder zu sein.
Die Bilder in seinen Träumen zeigen ihm auch eine Stadt namens Midian, in der Monster wohnen.
Sein Psychologe Decker überzeugt ihn davon, dass er eine parallele Persönlichkeit entwickelt hat, unter deren Einfluss er selbst zum in Serie mordenden Monster wird. Boone will sich auf die Suche nach Midian begeben, um dort den Rest seines Lebens mit den anderen Monstern, die sich selbst als die „Brut der Nacht“ bezeichnen, zu verbringen. Aber Decker setzt ihn während der letzten Sitzung unter Drogen. Halluzinierend stürzt er vor einen LKW und wird in ein Krankenhaus eingeliefert. Dort trifft er einen Mann, der auch nach Midian will. Tatsächlich gelingt es Boone Midian, welches sich unter einem alten Friedhof befindet, zu lokalisieren und zu betreten. Einer der skurrilen Bewohner sieht in dem sterblichen Boone eine Mahlzeit, attackiert ihn und beißt ihn in den Hals. Als der unschuldig wegen Mordes gesuchte Boone flieht, wird er von der Polizei und dem Psychiater gestellt und erschossen.
Durch die Bisswunde erwacht er in der Leichenhalle zu neuem Leben. Er erzählt seiner Freundin Lori alles über die monströsen Bewohner Midians, die sich seit Generationen vor den Menschen verstecken müssen. Decker, der schon seit Jahren auf der Suche nach Midian ist und gleichzeitig die Morde, die er Boone in die Schuhe schieben will, selbst begangen hat, stellt Lori, als diese den Friedhof verlassen will. Bevor er sie ermorden kann, wird sie von Boone gerettet. Dieser bringt sie in die Unterwelt und gefährdet dadurch die Gemeinschaft der andersartigen Bewohner Midians. Die beiden beschließen, aus der Stadt zu verschwinden, um sich und Midian zu retten. Boone wird auf der Flucht von der Polizei gefasst, doch Lori gelingt es mit Hilfe zweier Kreaturen, ihn wieder zu befreien. Als sie zurückkehren, ist es bereits zur blutigen Schlacht zwischen der angreifenden Polizei und der „Brut der Nacht“ gekommen.
In Midian kommt es zu einem Massaker an den zumeist friedlichen Bewohner um deren Anführer Lylesberg. Boone organisiert den Widerstand und befreit die als unkontrollierbar geltenden Berserker, die sich den Angreifern in den Weg stellen und letztlich in die Flucht schlagen. Am Ende des Films erhält der zum Cabal berufene Boone den Auftrag, die zerstörte Stadt wiederaufzubauen. Von ihm unbemerkt wird Decker, der zuvor in Midian den Tod fand, wiedererweckt.

## Hintergrund
Barker entschloss sich, nach seinem Regiedebüt Hellraiser – Das Tor zur Hölle einen weiteren seiner Romane zu verfilmen. Die Regielegende David Cronenberg spielt den fanatischen Psychiater Philip K. Decker. Barker drehte eine Originalversion, die sich auf 126 Minuten beläuft. Das zuständige Studio 20th Century Fox ließ den Film drastisch kürzen. Der Schere zum Opfer fielen einige Splattersequenzen und ein Gastauftritt von Suzi Quatro. Des Weiteren vermarkten sie den Film als Slasher-Film und mit dem Plakat eines anderen Films namens Vision der Dunkelheit von 1988. Der Film wurde in Deutschland nicht als DVD veröffentlicht, es existieren allerdings drei Bootlegs. Die seit 1991 bestandene Indizierung des Films wurde nach Ablauf der 25-Jahresfrist im Mai 2016 aufgehoben.
Ocean Software veröffentlichte 1990 zwei Videospieladaptionen namens Clive Barker’s Nightbreed: The Interactive Movie für den Amiga 500, den Atari ST und für MS-DOS und Clive Barker’s Nightbreed: The Action Game für Amiga, Amstrad CPC, Commodore 64, MS-DOS und den Sinclair ZX Spectrum. Ein dritter Teil im Stile von Ultima wurde kurz vor Beendigung gestoppt.
Der 145 Minütige Cabal-Cut feierte am 24. März 2012 im Rahmen der Mad Monster Party Horror Convention in Charlotte, North Carolina seine Weltpremiere und wurde einige Monate später am 10. Juni 2012 im Rahmen der Days of the Dead Convention im New Beverly Cinema aufgeführt. Im Vertrieb von Morgan Creek Productions wurde der Cabal-Cut auf eine internationale Filmfestival-Tournee geschickt, mit dem Ziel Geld für die Restaurierung des Filmmaterials zu sammeln. Im Rahmen dieser Tournee wurde der Cabal-Cut auch während des 10. „Weekend of Horrors“ in Bottrop gezeigt, welches im November 2012 stattfand. Die Cabal-Cut-Version enthält Szenen die noch nicht durch die Postproduktion (Nachproduktion) fertiggestellt wurden. Sie enthält auch Szenen die nicht von Clive Barker autorisiert sind, wie zum Beispiel den alternativen Schluss, der auch in der Kinoversion zu sehen ist, den die amerikanischen Produzenten anfertigen ließen.
Somit darf der Cabal-Cut nicht als Director' s Cut angesehen werden, sondern nur als eine Art Workprint-Version.
Nachdem man das originale Filmmaterial gefunden hatte, schnitt Clive Barker seinen ca. 121-minütigen Director' s Cut erneut wie er ihn 1990 seinen Produzenten vorlegte. Der Director' s Cut von 1990 war allerdings laut diverser Quellen noch 126 Minuten lang.
Im Juli 2013 bestätigte der kanadische Verleih LionsGate, dass eine Veröffentlichung des Director’s Cut auf Blu-ray Disc & DVD für das Jahr 2014 geplant ist. Diese Filmfassung erschien Ende Oktober 2014.
Außerdem plant Clive Barker in naher Zukunft die Umsetzung des Stoffes im Rahmen einer TV-Serie.

### Synchronisation
Es existieren zwei deutsche Synchronfassungen, eine für die Kinofassung und eine für den Director’s Cut. Die erste entstand bei der Interopa Film in Berlin. Dr. Theodor Dopheide schrieb das Dialogbuch und führte Regie. Die zweite entstand bei der Mixwerk Synchron GmbH, ebenfalls Berlin. Das Dopheide-Buch wurde wiederverwendet und von Dr. Gerd Naumann bearbeitet, der auch Regie führte.
| Rolle                | Darsteller       | Synchronsprecher (Kino 1990) | Synchronsprecher (Director’s Cut 2021) |
| -------------------- | ---------------- | ---------------------------- | -------------------------------------- |
| Aaron Boone / Cabal  | Craig Sheffer    | Charles Rettinghaus          | Charles Rettinghaus                    |
| Lori Winston         | Anne Bobby       | Melanie Pukaß                | Marieke Oeffinger                      |
| Dr. Philip K. Decker | David Cronenberg | Joachim Tennstedt            | Joachim Tennstedt                      |
| Inspector Joyce      | Hugh Quarshie    | Bernd Eichner                | Oliver Siebeck                         |
| Captain Eigerman     | Charles Haid     | Andreas Mannkopff            | Stefan Gossler                         |
| Dirk Lylesberg       | Doug Bradley     | Hans W. Hamacher             | Wolfgang Condrus                       |
| Narcisse             | Hugh Ross        | Ulrich Gressieker            | Jaron Löwenberg                        |

## Auszeichnungen
Saturn Awards
- 1991: Nominierung in der Kategorie Beste Regie an Clive Barker
- 1991: Nominierung in der Kategorie Bester Horrorfilm
- 1991: Nominierung in der Kategorie Bestes Make-up für Bob Keen und Geoffrey Portass

Amsterdam Fantastic Film Festival
- 1990: Silver Scream Award für Regisseur Clive Barker

Avoriaz Fantastic Film Festival
- 1991: Publikumspreis für Clive Barker

Fantasporto – Festival Internacional de Cinema do Porto
- 1991: Kritikerpreis für Clive Barker
- 1991: Nominierung in der Kategorie Großer Preis für den besten Film im Fantasy-Wettbewerb

## Kritiken
Das Werk wurde trotz seiner schwierigen Produktionsgeschichte sehr gut aufgenommen und konnte einige Erfolge auf Filmfestivals verbuchen. Cabal – Die Brut der Nacht gilt heute als unterbewerteter Klassiker des modernen Horrorfilms. Ähnlich wie in Freaks sind hier die „Monster“ die eigentlichen Sympathieträger der Handlung, während die staatlichen Institutionen die eigentlichen „Bösen“ der Handlung sind.

„Horrorschocker, der das Übermaß an visuellen Effekten und mythologischem Brimborium mit einer überraschenden Verschiebung der Sympathien und derbem Witz aufwiegt.“

„Auch wenn der Film nicht sämtliche Aspekte des Romans abdeckt, ist Clive Barker dennoch ein beeindruckender Streifen gelungen. Die Unterwelt Midians mit ihren unzähligen Gestalten ist ein Höhepunkt der phantastischen Horrorfilme. Da kommt selbst die Fantasywelt aus Hellraiser II – Hellbound nicht ran.“